# کوتونو شیبویا
کوتونو شیبویا (به ژاپنی: 渋谷 琴乃, Shibuya Kotono)؛ زادهٔ ۹ ژوئن ۱۹۷۵) بازیگر و خواننده اهل ژاپن است.